# MICROS
MICROS – system wieloprocesorowy stosujący hierarchiczny algorytm przydziału procesorów, przypominający „wynajmowanie darmowych pracowników regulowane na kilku szczeblach podporządkowań”.